# De verzoeking van de heilige Antonius (Antwerpen)
De verzoeking van de heilige Antonius is een schilderij naar de Zuid-Nederlandse schilder Jheronimus Bosch in het Koninklijk Museum voor Schone Kunsten Antwerpen.

## Voorstelling
Het schilderij een vrijwel exacte kopie van het middenpaneel van het Antonius-drieluik in Lissabon, dat in de literatuur unaniem aan Bosch toegeschreven wordt. Het grootste verschil is het monster op de brug, dat op het origineel ontbreekt, het monster rechts in de boot met het zwaard door zijn dij en de opbouw van de ruïne.

## Toeschrijving

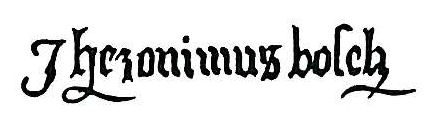
Signatuur.

Het werk is rechtsonder gesigneerd ‘Jheronimus bosch’. Het wordt echter door de meeste auteurs als een kopie gezien. Als mogelijke kopiist wordt Peter Huys genoemd en soms ook Jan Mandijn. Beide schilders speelden in op de grote populariteit van Bosch in het midden van de 16de eeuw, door schilderijen in de stijl van Bosch te maken. Of beide schilders ook kopieën onder de naam Bosch maakten is echter onbekend.

## Herkomst
Het werk werd voor het eerst door historicus Johan Hendrik van Heurn omstreeks 1770 gesignaleerd in de verzameling van Maarten Bowier in 's-Hertogenbosch. In 1828 wordt het vermeld in de handgeschreven catalogus van de Antwerpse verzamelaar Florent van Ertborn. Volgens deze catalogus is het schilderij ‘trouvé à Bois-le-Duc’ (gevonden in 's-Hertogenbosch), wat doet vermoeden dat Van Ertborn het direct van Bowier verwierf. Na zijn dood in 1840 liet hij zijn verzameling na aan de stad Antwerpen.